# Yuichi Nemoto
Yuichi Nemoto (根本 裕一 Nemoto Yuichi?, nacido el 21 de julio de 1981 en Ibaraki) es un exfutbolista japonés. Jugaba de defensa y su último club fue el Zweigen Kanazawa de Japón.

## Trayectoria

### Clubes
| Club             | País  | Año         |
| ---------------- | ----- | ----------- |
| Kashima Antlers  | Japón | 2000 - 2001 |
| Cerezo Osaka     | Japón | 2002        |
| Vegalta Sendai   | Japón | 2003        |
| Oita Trinita     | Japón | 2004 - 2008 |
| JEF United Chiba | Japón | 2008        |
| Zweigen Kanazawa | Japón | 2009 - 2012 |

## Palmarés

### Títulos nacionales
| Título             | Club            | País  | Año  |
| ------------------ | --------------- | ----- | ---- |
| Copa J. League     | Kashima Antlers | Japón | 2000 |
| J1 League          | Kashima Antlers | Japón | 2000 |
| Copa del Emperador | Kashima Antlers | Japón | 2000 |
| J1 League          | Kashima Antlers | Japón | 2001 |